# Коценбил
Коценбил (њем. Kotzenbüll) општина је у њемачкој савезној држави Шлезвиг-Холштајн. Једно је од 132 општинска средишта округа Нордфризланд. Према процјени из 2010. у општини је живјело 236 становника. Посједује регионалну шифру (AGS) 1054072.

## Географски и демографски подаци
Коценбил се налази у савезној држави Шлезвиг-Холштајн у округу Нордфризланд. Општина се налази на надморској висини од 2 метра. Површина општине износи 7,8 km². У самом мјесту је, према процјени из 2010. године, живјело 236 становника. Просјечна густина становништва износи 30 становника/km².

## Међународна сарадња
| Мјесто    | Држава | Врста сарадње | Од    |
| --------- | ------ | ------------- | ----- |
| Скаербаек | Данска | пријатељство  | 1990. |
| Извор     |        |               |       |